# 静香のコンサート'91
『静香のコンサート'91』（しずかのコンサート ナインティワン）は、工藤静香通算4作目のライブ・ビデオ。1991年9月21日発売。発売元はポニーキャニオン。規格品番：PCVP-50625（VHS）。2007年9月19日にDVD化された。

## 解説
NHKホールで開催された公演を収録した映像作品。スタジオ・アルバム『mind Universe』（1991/3/6発売、PCCA-00229）を引下げて行われたコンサート・ツアーとなる。
VHSパッケージ内に、ポストカードが封入された。
VHS・LD（PCLP-00208）のほか、2007年9月19日にはソロ・デビュー20周年を記念し、それまでに発表された全ライブビデオを収納したDVD-BOX『Shizuka Kudo THE LIVE DVD COMPLETE BOX』（PCBP-51826）がリリースされ、本作品も初めてDVD化された。

## 収録曲
1. 腕の中のUniverse
2. 震える一秒
3. 嵐の素顔
4. 私について
5. 恋一夜
  - 箱根彫刻の森美術館 イメージ・ソング。
6. 抱いてくれたらいいのに
7. 断崖
8. 証拠をみせて
  - 工藤自身が好んで歌う楽曲で、ソロ・デビュー20周年記念ライブ[1]でも披露された。
9. 裸爪のライオン
10. ワインひとくちの嘘 〜 ブリリアント・ホワイト ～ Superstition
11. Interlude（「らしくない」）
  - 後に発売となるベストアルバム「intimate」に収録
12. 無名の休日
13. 夢うつつジェラシー
14. 永遠の防波堤
  - シングルのカップリング曲の中でも、ライブで披露される機会が多いナンバー。
15. FU-JI-TSU
16. ぼやぼやできない
17. くちびるから媚薬
18. Please
19. 千流の雫

## 関連作品
- mind Universe - M-1、2、10（「Superstition」）、12、
- Shizuka Kudo 20th Anniversary the Best - M-3～6、15～17、19
- JOY - M-5、13
- rosette - M-7、17
- 静香 - M-8～10（「ブリリアント･ホワイト」）、15
- ミステリアス - M-10（「ワインひとくちの嘘」）、
- intimate - M3～5、11、16～19
- 20th Anniversary B-side collection - M-14